# Munir Mohand
Munir Mohand Mohamedi (ur. 10 maja 1989 w Melilli) – marokański piłkarz grający na pozycji bramkarza. Od 2024 jest zawodnikiem klubu RS Berkane.

## Kariera piłkarska
Swoją karierę piłkarską Mohand rozpoczął w klubie AD Ceuta. W sezonie 2008/2009 był jej rezerwowym bramkarzem. W 2009 roku przeszedł do rezerw Almerii i w sezonie 2009/2010 rozegrał w nich 4 mecze w Tercera División. Latem 2010 został zawodnikiem UD Melilla. 15 maja 2011 zadebiutował w nim w Segunda División B w wygranym 2:0 domowym meczu z Cádizem. W Melilli występował do 2014 roku.
Latem 2014 roku Mohand przeszedł do CD Numancia. Swój debiut w Numancii w Segunda División zaliczył 19 października 2014 w przegranym 0:2 wyjazdowym meczu z UD Las Palmas.
| Sezon   | Klub         | Kraj             | Rozgrywki                 | Mecze | Gole |
| ------- | ------------ | ---------------- | ------------------------- | ----- | ---- |
| 2008/09 | AD Ceuta     | Hiszpania        | Segunda División B        | 0     | 0    |
| 2009/10 | UD Almería B | Hiszpania        | Tercera División          | 4     | 0    |
| 2010/11 | UD Melilla   | Hiszpania        | Segunda División B        | 1     | 0    |
| 2011/12 | UD Melilla   | Hiszpania        | Segunda División B        | 7     | 0    |
| 2012/13 | UD Melilla   | Hiszpania        | Segunda División B        | 30    | 0    |
| 2013/14 | UD Melilla   | Hiszpania        | Segunda División B        | 26    | 0    |
| 2014/15 | CD Numancia  | Hiszpania        | Segunda División          | 25    | 0    |
| 2015/16 | CD Numancia  | Hiszpania        | Segunda División          | 35    | 0    |
| 2016/17 | CD Numancia  | Hiszpania        | Segunda División          | 13    | 0    |
| 2017/18 | CD Numancia  | Hiszpania        | Segunda División          | 1     | 0    |
| 2018/19 | Málaga CF    | Hiszpania        | Segunda División          | 36    | 0    |
| 2019/20 | Málaga CF    | Hiszpania        | Segunda División          | 38    | 0    |
| 2020/21 | Hatayspor    | Turcja           | Süper Lig                 | 37    | 0    |
| 2021/22 | Hatayspor    | Turcja           | Süper Lig                 | 34    | 0    |
| 2022/23 | Al-Wehda     | Arabia Saudyjska | Saudi Professional League | 22    | 0    |
| 2023/24 | Al-Wehda     | Arabia Saudyjska | Saudi Professional League | 27    | 0    |
| 2024/25 | RS Berkane   | Maroko           | Botola                    | 27    | 0    |

## Kariera reprezentacyjna
W reprezentacji Maroka Mohand zadebiutował 28 marca 2015 roku w przegranym 0:1 towarzyskim meczu z Urugwajem, rozegranym w Agadirze.